# Clare Smyth
Clare Smyth MBE (Antrim, Irlanda del Nord, setembre de 1978) és una xef i empresària nord-irlandesa.
Clare Smyth va ser la primera dona cuinera a dirigir un restaurant amb tres estrelles Michelin al Regne Unit.
Smyth va créixer en una granja al Antrim, Irlanda del Nord. Es va mudar a Anglaterra amb 16 anys. Es va formar i treballar al Restaurant Gordon Ramsay a Hospital Road, entre altres llocs. Smyth té diversos premis i és membre de l'Ordre de l'Imperi Britànic. Clare Smyth dirigeix el seu restaurant Core a Londres, va ser escollida millor cuinera del món en la gala dels Premis Mundials 50 Millors Restaurants celebrada a Bilbao el juny de 2018.
Va ser l'encarregada de preparar el banquet de convidats al casament d'Enric de Sussex i Meghan Markle. És jutgessa habitual al programa de cuina The Final Table i presentadora de Masterchef Austràlia.